# Saint-Denis-sur-Scie
Saint-Denis-sur-Scie és un municipi francès situat al departament del Sena Marítim i a la regió de Normandia. L'any 2007 tenia 444 habitants.

## Demografia

### Població
El 2007 la població de fet de Saint-Denis-sur-Scie era de 444 persones. Hi havia 160 famílies de les quals 28 eren unipersonals (12 homes vivint sols i 16 dones vivint soles), 44 parelles sense fills, 68 parelles amb fills i 20 famílies monoparentals amb fills.
La població ha evolucionat segons el següent gràfic:
Habitants censats

### Habitatges
El 2007 hi havia 176 habitatges, 161 eren l'habitatge principal de la família, 8 eren segones residències i 7 estaven desocupats. Tots els 176 habitatges eren cases. Dels 161 habitatges principals, 131 estaven ocupats pels seus propietaris, 27 estaven llogats i ocupats pels llogaters i 3 estaven cedits a títol gratuït; 3 tenien dues cambres, 31 en tenien tres, 33 en tenien quatre i 94 en tenien cinc o més. 122 habitatges disposaven pel capbaix d'una plaça de pàrquing. A 72 habitatges hi havia un automòbil i a 73 n'hi havia dos o més.

### Piràmide de població
La piràmide de població per edats i sexe el 2009 era:
| Homes | Edats   | Dones |
| ----- | ------- | ----- |
| 0     | 95 o +  | 0     |
| 0     | 90 a 94 | 0     |
| 0     | 85 a 89 | 0     |
| 0     | 80 a 84 | 4     |
| 12    | 75 a 79 | 12    |
| 12    | 70 a 74 | 8     |
| 4     | 65 a 69 | 8     |
| 4     | 60 a 64 | 8     |
| 8     | 55 a 59 | 8     |
| 12    | 50 a 54 | 12    |
| 20    | 45 a 49 | 20    |
| 12    | 40 a 44 | 16    |
| 20    | 35 a 39 | 20    |
| 8     | 30 a 34 | 4     |
| 12    | 25 a 29 | 12    |
| 8     | 20 a 24 | 8     |
| 8     | 15 a 19 | 12    |
| 16    | 10 a 14 | 8     |
| 12    | 5 a 9   | 16    |
| 4     | 0 a 4   | 12    |

## Economia
El 2007 la població en edat de treballar era de 281 persones, 209 eren actives i 72 eren inactives. De les 209 persones actives 189 estaven ocupades (105 homes i 84 dones) i 20 estaven aturades (7 homes i 13 dones). De les 72 persones inactives 21 estaven jubilades, 27 estaven estudiant i 24 estaven classificades com a «altres inactius».

### Ingressos
El 2009 a Saint-Denis-sur-Scie hi havia 170 unitats fiscals que integraven 478 persones, la mediana anual d'ingressos fiscals per persona era de 17.836 €.

### Activitats econòmiques
Dels 12 establiments que hi havia el 2007, 1 era d'una empresa extractiva, 4 d'empreses de construcció, 5 d'empreses de comerç i reparació d'automòbils, 1 d'una empresa financera i 1 d'una empresa de serveis.
Dels 2 establiments de servei als particulars que hi havia el 2009, 1 era un paleta i 1 fusteria.
L'any 2000 a Saint-Denis-sur-Scie hi havia 17 explotacions agrícoles que ocupaven un total de 505 hectàrees.

## Equipaments sanitaris i escolars
El 2009 hi havia una escola elemental integrada dins d'un grup escolar amb les comunes properes formant una escola dispersa.

## Poblacions més properes
El següent diagrama mostra les poblacions més properes.